# 彰化縣北斗鎮螺青國民小學
彰化縣立北斗鎮螺青國民小學是位於臺灣彰化縣北斗鎮一所公立的國民小學。面積約3公頃。 創校於1943年。學區包含北斗鎮內東光、文昌、中和、七星、居仁、新生等六里。

## 沿革
創校於1943年初名為北斗東國民學校分教場，1946年2月改名為東北斗國民學校，同年4月再改稱為北斗第二國民學校，1953年改名為螺青國民學校，1968年配合九年國民義務教育政策，更名為螺青國民小學。

## 歷任校長
以下資料來自《北斗鎮志》與螺青國小六十週年校慶特刊。
| 姓名   | 任期                 | 備註     |
| ------ | -------------------- | -------- |
| 邱秉南 | 1946年2月-1946年9月  | 第一任   |
| 蘇惟精 | 1946年8月-1955年9月  | 第二任   |
| 詹清海 | 1955年10月-1956年9月 | 第三任   |
| 林祚興 | 1956年9月-1972年4月  | 第四任   |
| 孫炳耀 | 1972年4月-1975年2月  | 第五任   |
| 林鑾海 | 1975年2月-1988年7月  | 第六任   |
| 黃輝培 | 1988年8月-1989年7月  | 第七任   |
| 林大灶 | 1989年8月-1997年7月  | 第八任   |
| 鄭明賢 | 1997年8月-2001年7月  | 第九任   |
| 卓森利 | 2001年8月-2009年7月  | 第十任   |
| 林旻賜 | 2009年8月-2015年7月  | 第十一任 |
| 許木村 | 2015年8月-2020年7月  | 第十二任 |
| 許孝麟 | 2020年8月-           | 第十三任 |

## 學校特色
螺青國小成立舞龍社團，旨在“訓練學生民俗技藝，體認傳統文化之美”。2019年2月13日「花在彰化」溪州公園展演、2022年4月23日的「彰化縣建縣300藝揚300 北斗區學生社團展演」表演活動，該社團皆有參與。

## 外部連結
- 彰化縣立北斗鎮螺青國小Facebook粉絲專頁